# Lunteren (Ede)
Lunteren ist ein Ortsteil der Gemeinde Ede in der niederländischen Provinz Gelderland. Im Jahr 2024 hatte Lunteren 13.830 Einwohner.

## Lage
Lunteren liegt im Süden des Waldgebietes Veluwe, etwa in der Mitte zwischen den Gemeinden Ede im Süden und Barneveld im Norden. Im Nordosten von Lunteren befindet sich der geografische Mittelpunkt der Niederlande.

## Geschichte
Lunteren wurde 1333 erstmals urkundlich erwähnt.
Am 1. Januar 1812 wurde Lunteren als eigenständige Gemeinde von Ede abgespalten, aber sechs Jahre später wieder mit Ede vereinigt.
Die nationalsozialistische NSB errichtete auf dem Goudsberg nahe Lunteren eine Nationaal Tehuis genannte Versammlungsstätte (vergleichbar mit dem – wesentlich größeren – Reichsparteitagsgelände in Nürnberg), wo von 1936 bis 1940 insgesamt 6 große Parteiversammlungen (Hagespraken) stattfanden. Von den damals errichteten Bauwerken existiert heute nur noch eine gebogene Steinmauer, die Muur van Mussert genannt wird (Mauer von Mussert, nach dem Führer der NSB, Anton Mussert). Die Überreste der Versammlungsstätte stehen seit 2018 unter Denkmalschutz.

## Wirtschaft und Infrastruktur

### Verkehr
Lunteren liegt an der Bahnstrecke Nijkerk–Ede-Wageningen und verfügt über einen eigenen Bahnhof. Westlich von Lunteren verläuft die Autobahn A30.

## Bilder

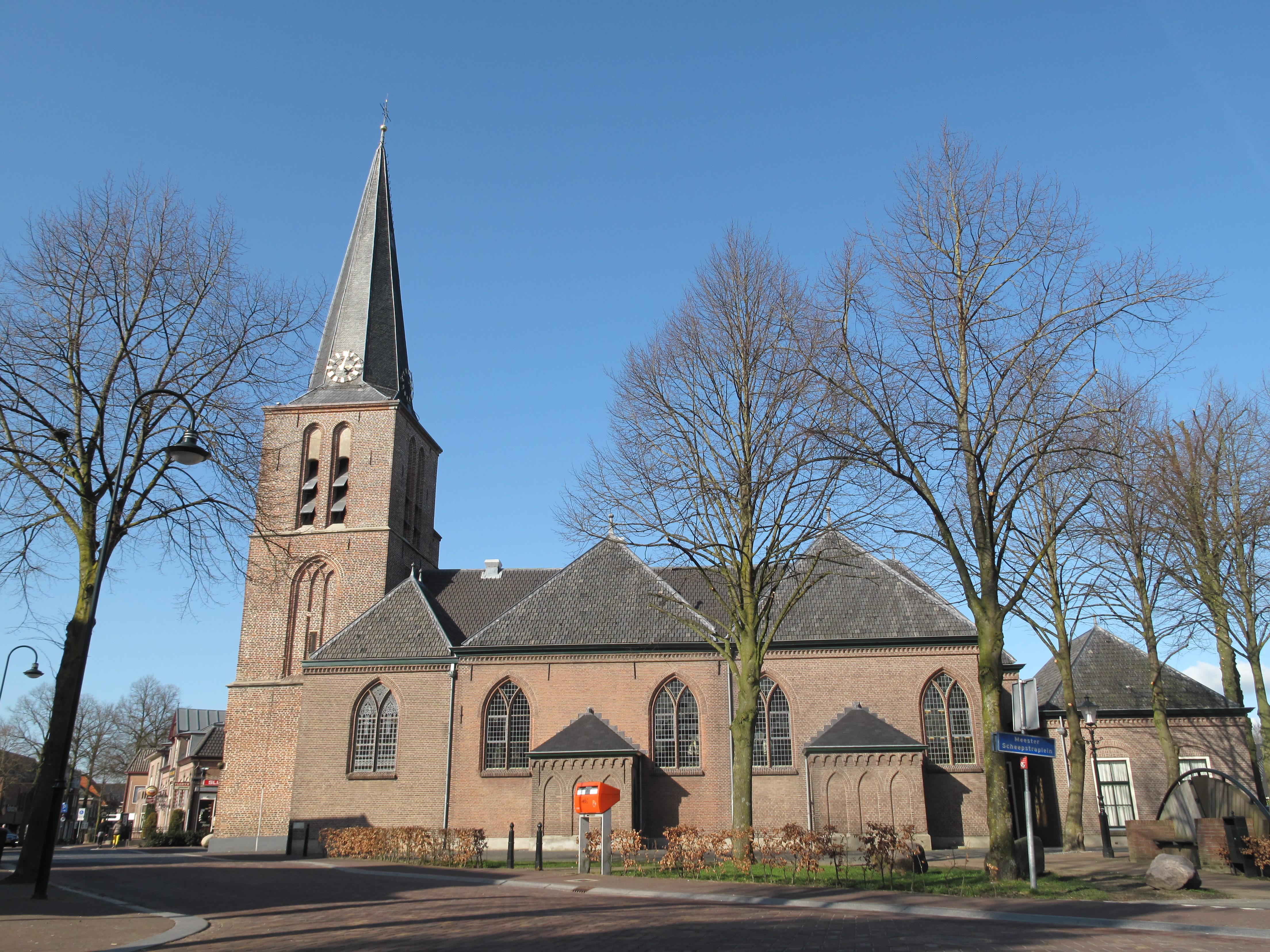
Die Alte Kirche (de Oude Kerk)
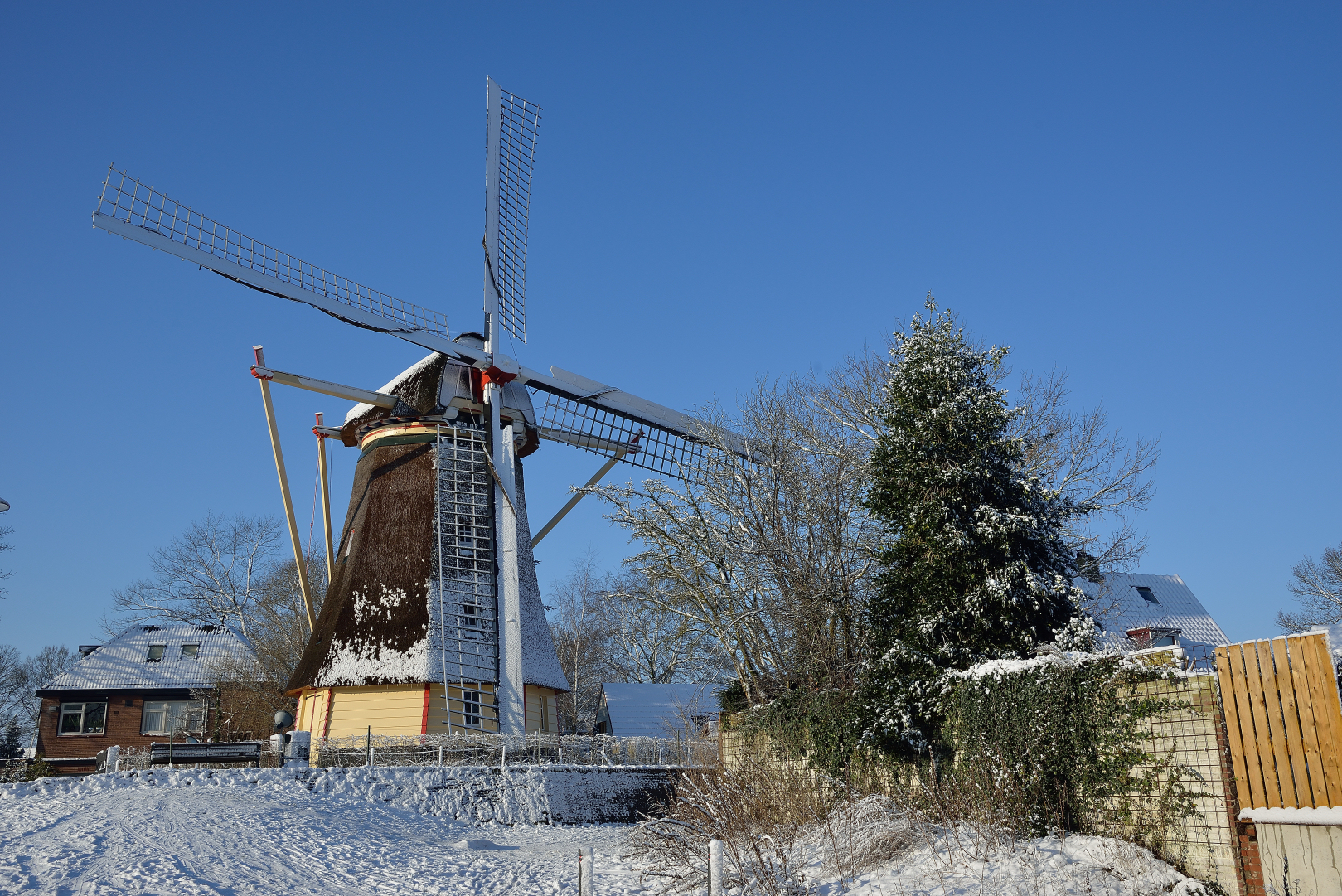
Windmühle De Hoop
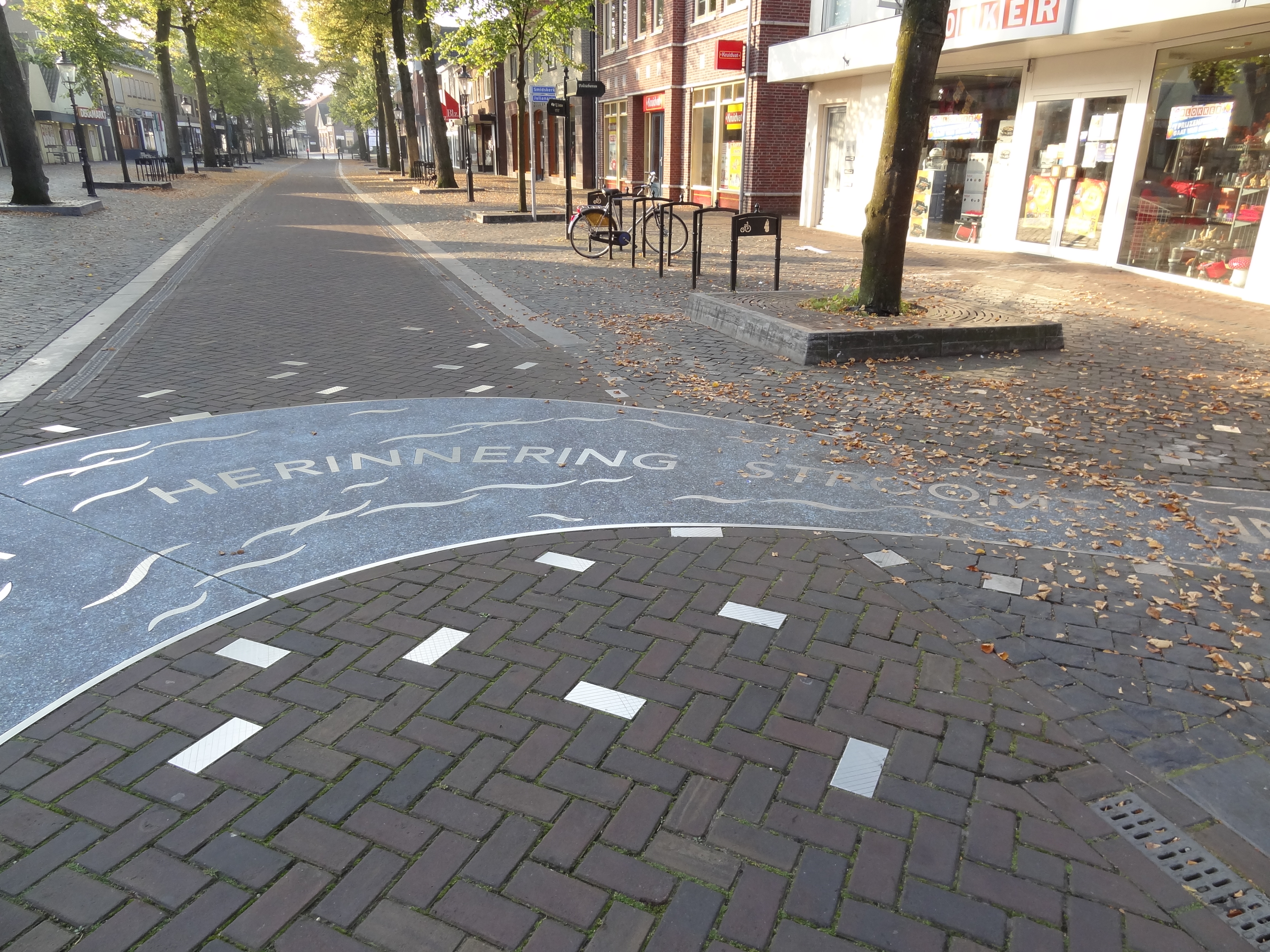
Fußgängerzone Dorpstraat mit Kunstwerk Meander
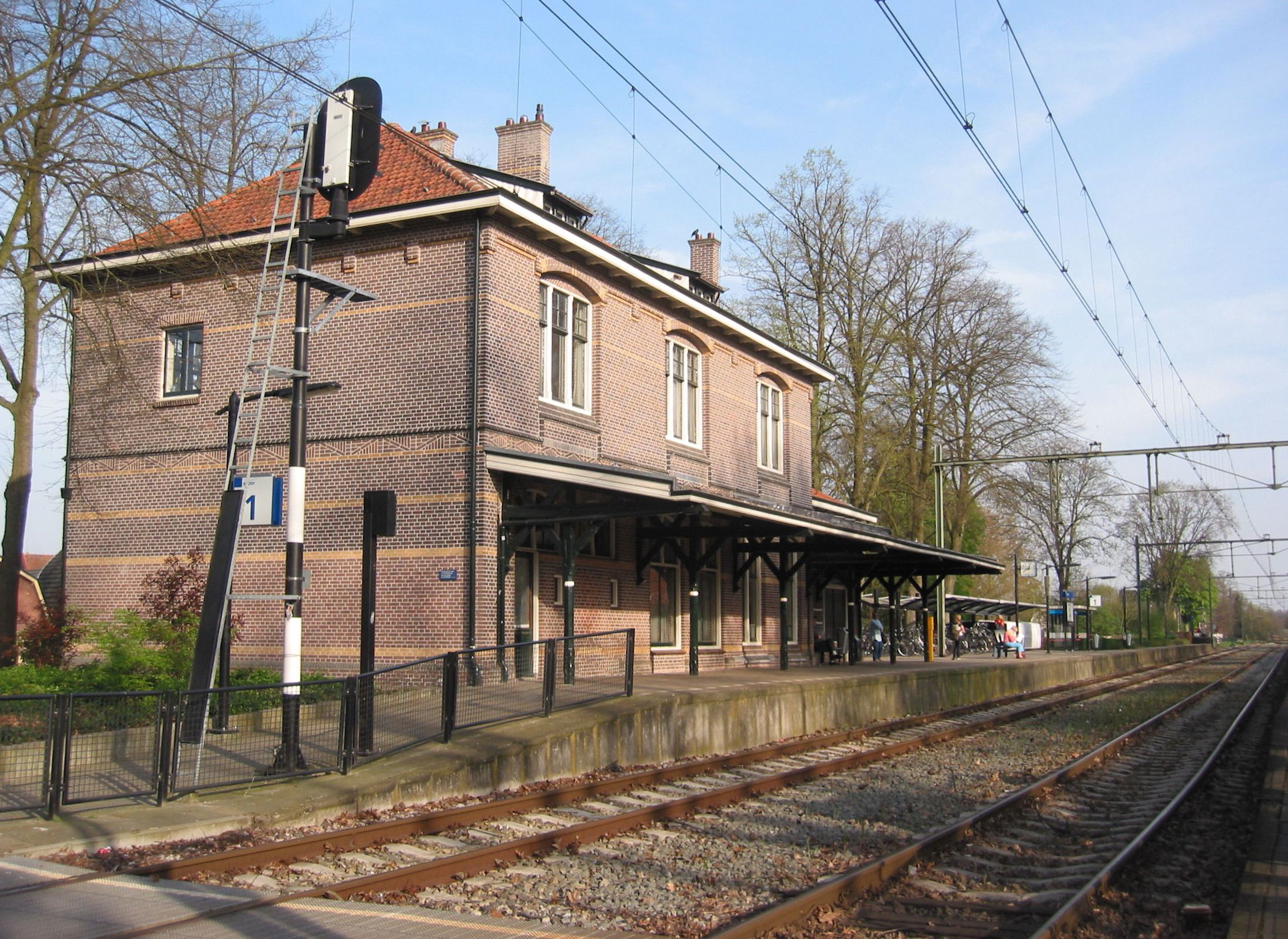
Bahnhof Lunteren
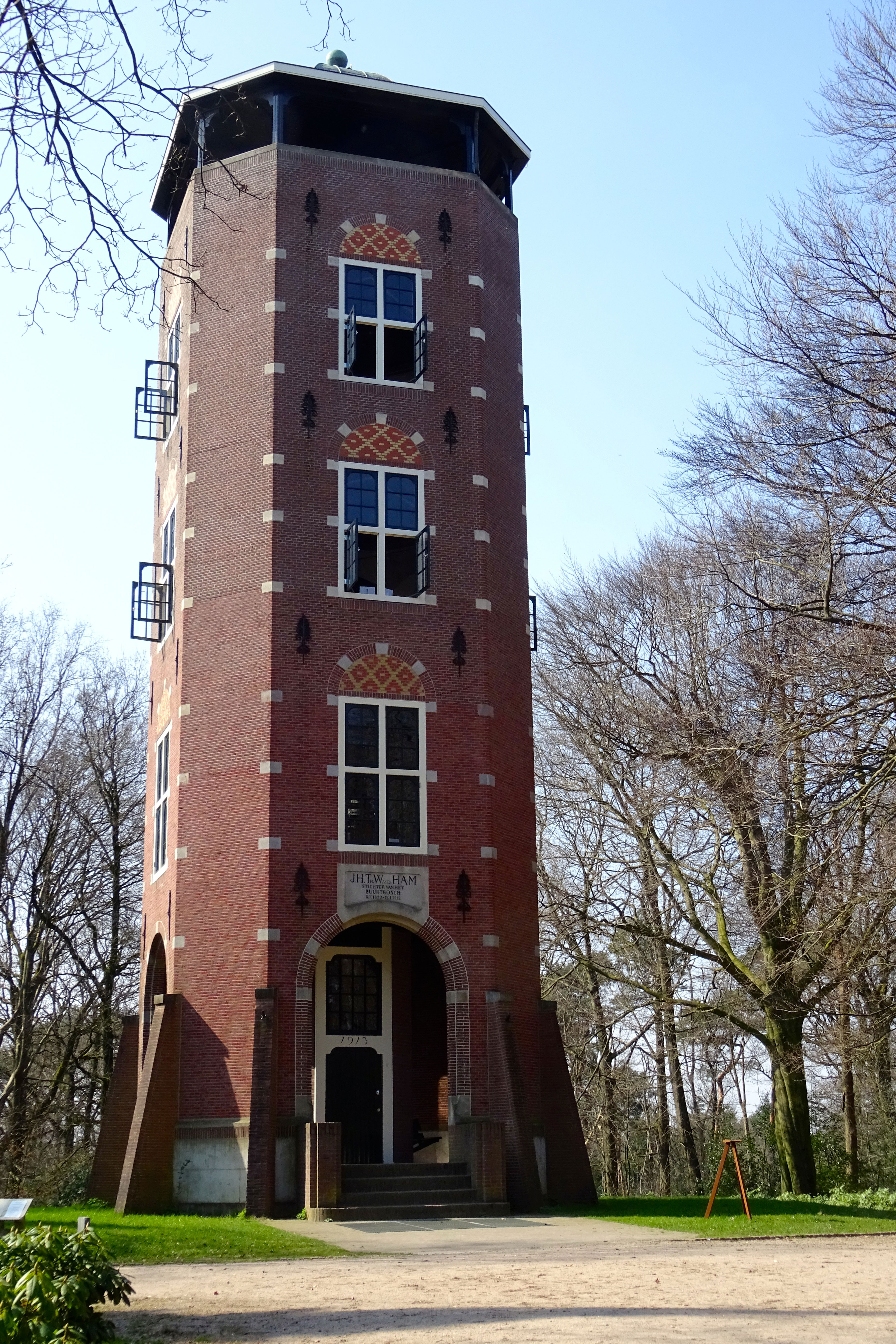
Aussichtsturm De Koepel
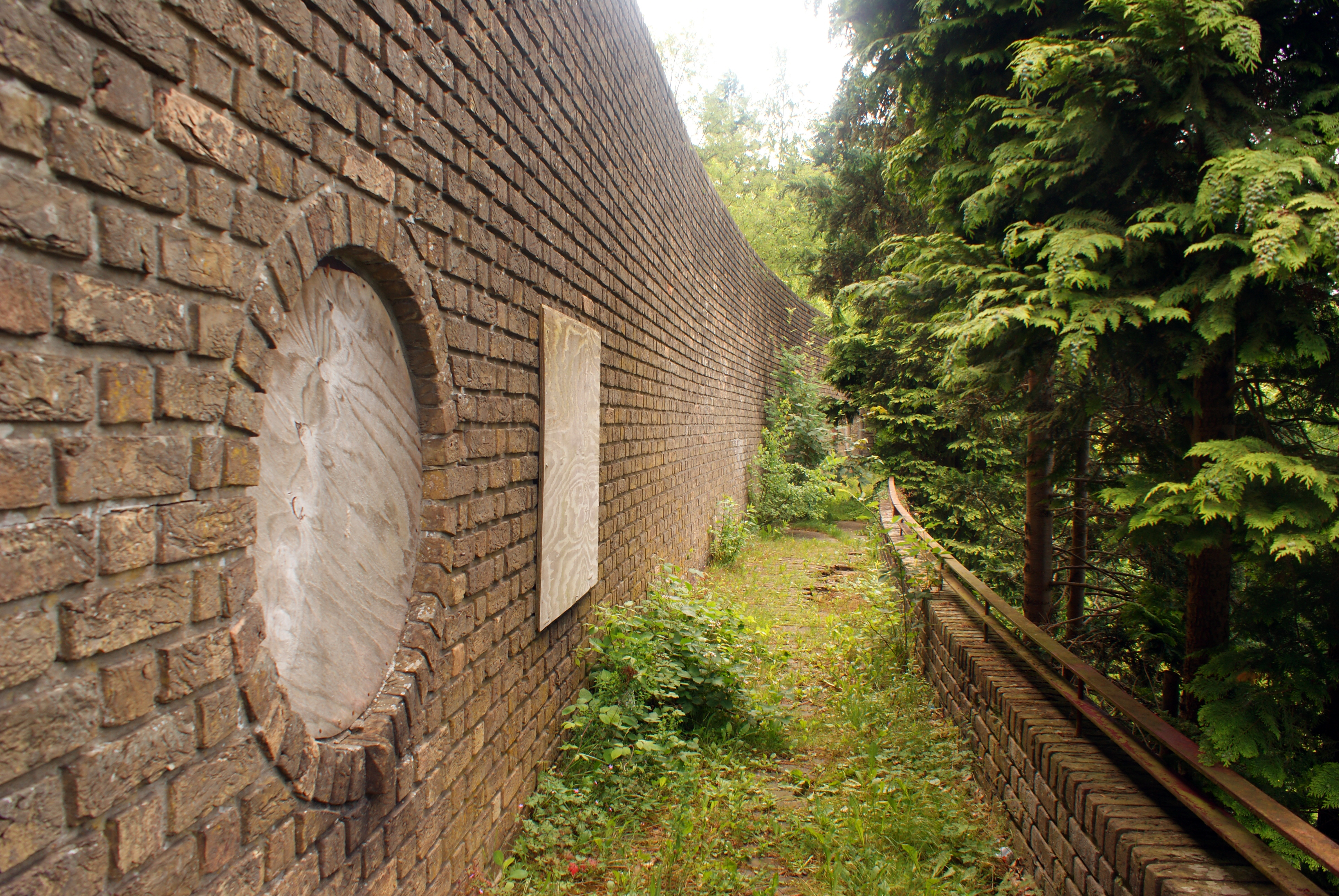
Die Muur van Mussert
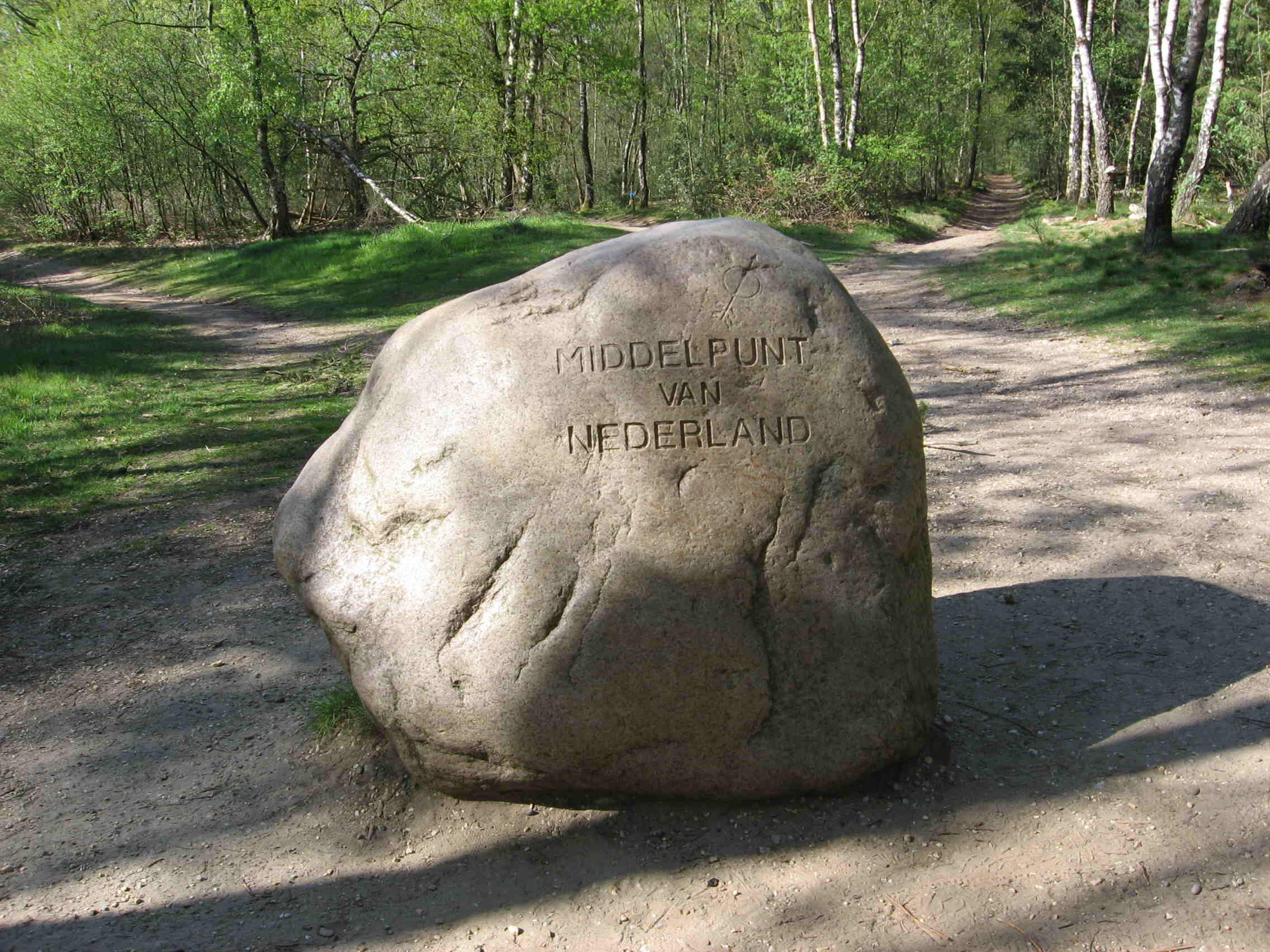
Geografischer Mittelpunkt der Niederlande

## Persönlichkeiten

### Söhne und Töchter der Stadt
- Louis Einthoven (1896–1979), Jurist, Polizeichef von Rotterdam und Mitbegründer der Nederlandsche Unie